# محمود بندق
محمود بندق (1397- 1446 هـ / 1977- 2024 م) ممثل مصري فُكاهي (كوميدي). اسمه الحقيقي محمود عثمان، واشتَهَر باسمه الفني.

## سيرته

محمود بندق بعد بتر ساقه

ولد الممثل محمود بندق واسمه الحقيقي (محمود عثمان)، في القاهرة، يوم الاثنين 29 رمضان 1397هـ الموافق 12 سبتمبر (أيلول) 1977م. درس في مدرسة الأورمان الفندقية.
شارك في عدد من الأعمال الفنية، في التلفزة والسينما، منها، مسلسل "راجل وست ستات" ج2 عام 2007، مع أشرف عبد الباقي، وفلم "إكس لارج" عام 2011، مع أحمد حلمي، ودنيا سمير غانم.
كان نجمًا على خشبة المسرح الفُكاهي (الكوميدي)، وامتاز بخفَّة ظلِّه على مدار مشواره الفني. وترك بصمة مميَّزة في الوسط الفني، على الرغم من قلَّة أعماله الدرامية والسينمائية. واشتَهَر بمشاركته في برنامج الكاميرا الخفية "طيمشة ونيمشة"، مع الفنان السوري زياد سحتوت، وقد أوقع الثنائي بالعديد من الفنانين المصريين في مقالبَ طريفة ومضحكة.
وكان آخر أعماله مسلسل "كيلو بامية" عام 2015، بطولة سعيد طرابيك، وأحمد فرحات، ومجدي عبد الحليم. أما آخر ما نشره في حسابه على "فيسبوك" فصورة له أيام الطفولة، في نحو الثانية من عمره، حظيت بتفاعل واسع لدى جمهوره.
كان يعاني مرض السكَّر، وتدهورت حالته الصحية في الآونة الأخيرة قبل وفاته، وبُترت ساقه عام 2021، وظهر في صورة على مواقع التواصل وهو على كرسي متحرك بعد بترها. وكان الأطباء قد بذلوا جهدًا كبيرًا لتجنُّب بتر الساق، لكنَّ محاولاتهم أخفقت، فأصيب بحالة نفسية سيئة، وانتكاسة صحية حادَّة.

## أعماله
1. مسلسل "راجل وست ستات" ج2 عام 2007.
2. فلم "ماشيين بالعكس" عام 2008.[9]
3. فلم "إكس لارج" عام 2011.
4. مسلسل "فندق رايق" عام 2012.
5. فلم "ظرف صحِّي" عام 2014.
6. مسلسل "كيلو بامية" عام 2015.[10]
7. برنامج "طيمشة ونيمشة" كاميرا خفية.[11]

## وفاته ونعيه
توفي محمود بندق مساء يوم الاثنين 1 صفر 1446هـ الموافق 5 أغسطس (آب) 2024م، عن عمر ناهز ستة وأربعين عامًا، بعد صراع مع المرض.

### نعيه
نعاه كاتب السيناريو عمرو فهمي قائلًا: «إنا لله وإنا اليه راجعون، انتقل إلى رحمة الله الفنان المحترم الطيب محمود بندق.. الله يرحمك ويغفر لك يا صديقي».
وكتب الفنان حازم فؤاد في حسابه في "فيسبوك": «مات محمود بندق بعد صراع مع المرض، وقطع رجله بسبب السكَّر. كنت أسال عنه، ويسأل بعضُنا عن بعض، وحين يرى لي عملًا في التلفزة، يكلِّمني ويقول لي أحلى كلام مع أنه كان تعبان ومريض. تتوالى الأحزان؛ مات القلب الطيب، مات الإنسان الحقيقي، غلبان وجدع وصاحب صاحبه، ولكن ليس لديه حظ. كنتَ أطيبَ قلب رأيته، مع السلامة يا محترم، إلى أن نلتقيَ في عالم أفضل، أنت في الجنة ونعيمها بفضل الله نسألكم الدعاء له بالرحمة والمغفرة. والبقاء لله».

## وصلات خارجية
- وفاة الفنان محمود بندق بعد بتر ساقه ومعاناة المرض- تفاصيل اللحظات الأخيرة، كان نفسه يبقي مشهور.
- وفاة الفنان محمود بندق بعد بتر ساقة وتدهور حالته الصحية.
- سبب وفاة الفنان محمود بندق.. شارك في فيلم «إكس لارج».